# Crouzet-Migette
Crouzet-Migette település Franciaországban, Doubs megyében. Lakosainak száma 117 fő (2022. január 1.). Crouzet-Migette Montmahoux, Nans-sous-Sainte-Anne, Sainte-Anne és Villeneuve-d’Amont községekkel határos.

## Népesség
A település népességének változása:
| Lakosok száma | 77   | 54   | 74   | 128  | 125  | 120  | 116  | 115  | 116  | 117  |
|               | 1968 | 1982 | 1990 | 2006 | 2013 | 2015 | 2017 | 2019 | 2020 | 2022 |